# Ariel Torres
Pour les articles homonymes, voir Torres.
Ariel Torres Gutierrez est un karatéka américain né le 6 novembre 1997 à Cuba. Il a remporté une médaille de bronze en kata aux Jeux olympiques d'été de 2020 à Tokyo.
Il est également médaillé de bronze en kata aux Championnats panaméricains de karaté 2018 à Santiago, médaillé d'argent en kata aux Jeux panaméricains de 2019 à Lima et médaillé d'or aux Championnats panaméricains de karaté 2019 à Panama.
Il est médaillé de bronze en kata individuel aux Championnats du monde de karaté 2023 à Budapest.